# Sutter Creek (Kalifornia)
Sutter Creek város az Amerikai Egyesült Államok Kalifornia államában, Amador megyében. Lakosainak száma 2646 fő (2020. április 1.).

## Népesség
A település népességének változása:

| 2010 | 2 501 |
| 2020 | 2 646 |